# Бланкенхайм (Ар)
Бланкенхайм (нем. Blankenheim) — община в Германии, в земле Северный Рейн-Вестфалия.
Подчиняется административному округу Кёльн. Входит в состав района Ойскирхен. Население составляет 8294 человека (на 31 декабря 2010 года). Занимает площадь 148,62 км².
Коммуна подразделяется на 17 сельских округов.

## Достопримечательности
- Замок Бланкенхайм — крупный дворцово-замковый комплекс.

## Галерея

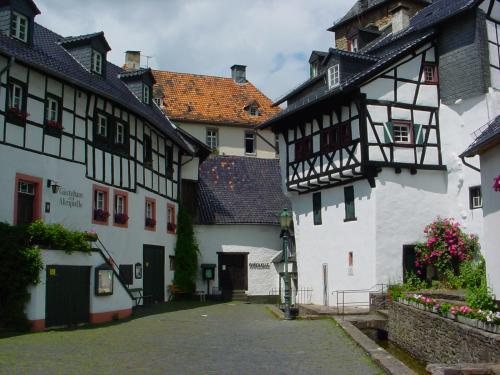
Бланкенхайм
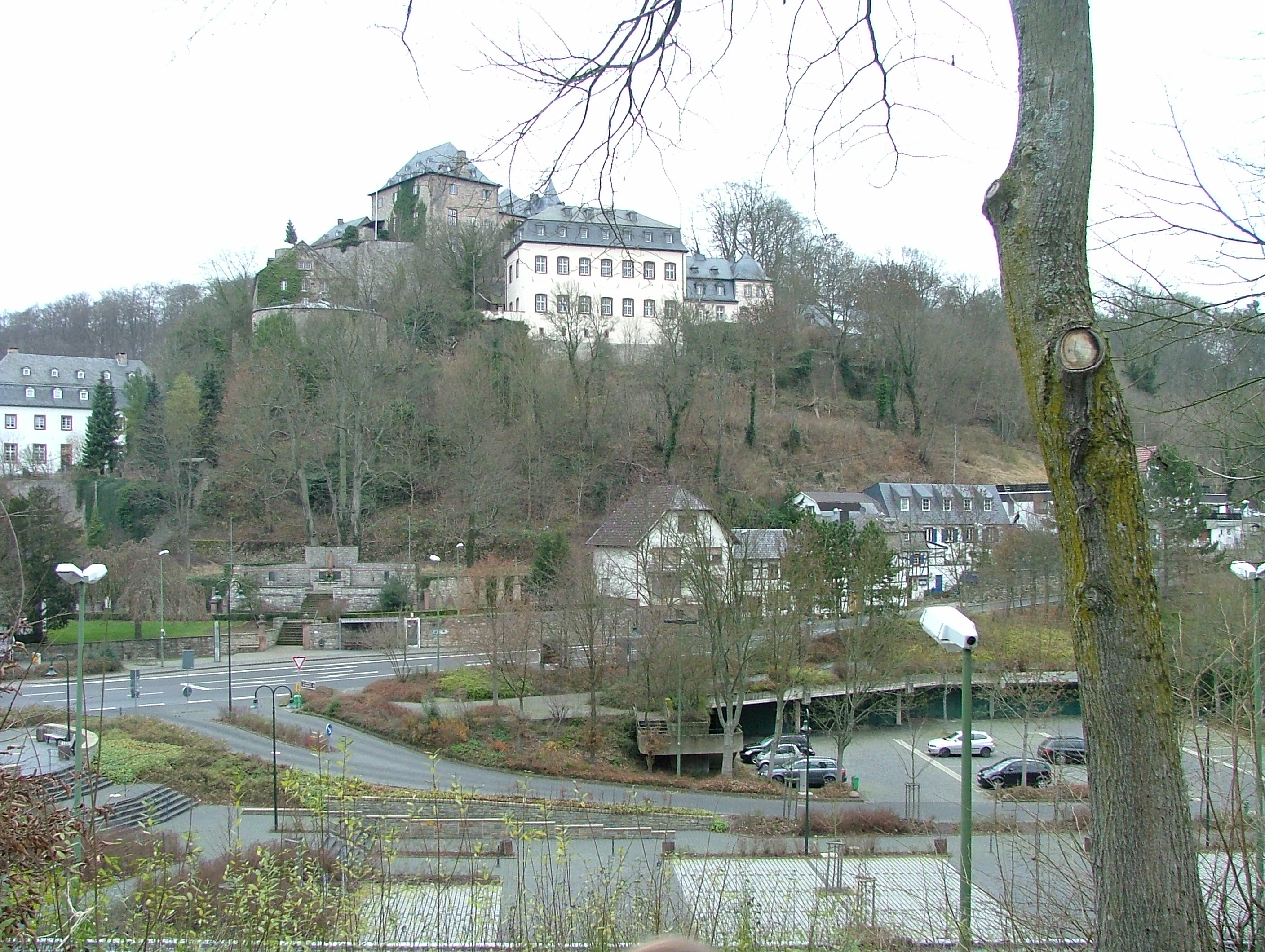
Бланкенхайм